# Unga kvinnor (film, 1933)
Unga kvinnor (engelska: Little Women) är en amerikansk dramafilm från 1933 i regi av George Cukor. Filmen är baserad på Louisa May Alcotts självbiografiska roman Unga kvinnor, som handlar om henne och hennes systrars uppväxt under det amerikanska inbördeskriget. I huvudrollerna ses Katharine Hepburn, Joan Bennett, Frances Dee och Jean Parker. Filmen hade svensk premiär den 12 oktober 1934.
Detta var den tredje filmatiseringen av romanen. Först gjordes det två stumfilmer, 1917 och 1918. Efter denna film, den första ljudfilmsversionen, gjordes ytterligare filmatiseringar 1949, med June Allyson, Elizabeth Taylor och Peter Lawford, 1994 med Winona Ryder och 2019 med Saoirse Ronan. Romanen har även filmatiserats vid ytterligare några tillfällen.

## Rollista i urval
- Katharine Hepburn – Josephine "Jo" March
- Joan Bennett – Amy March
- Frances Dee – Margaret "Meg" March
- Jean Parker – Elizabeth "Beth" March
- Spring Byington – Marmee March
- Douglass Montgomery – Theodore "Laurie" Laurence
- Paul Lukas – professor Bhaer
- Edna May Oliver – tant March
- Henry Stephenson – Mr. Laurence
- John Davis Lodge – Brooke
- Samuel S. Hinds – Mr. March
- Nydia Westman – Mamie
- Harry Beresford – doktor Bangs
- Mabel Colcord – Hannah
- Marion Ballou – Mrs. Kirke
- Olin Howland – Mr. Davis